# Nagyberki, Somogy
Nagyberki  este un sat în districtul Kaposvár, județul Somogy, Ungaria, având o populație de 1.487 de locuitori (2011). 

## Demografie
Componența etnică a satului Nagyberki
     Maghiari (90,02%)
     Romi (7,57%)
     Germani (1,53%)
     Necunoscut (0,36%)
     Alții (0,51%)
Componența confesională a satului Nagyberki
     Fără religie (11,43%)
     Reformați (3,43%)
     Luterani (1,01%)
     Necunoscută (82,85%)
     Alte religii (1,88%)
Conform recensământului din 2011, satul Nagyberki avea 1.487 de locuitori. Din punct de vedere etnic, majoritatea locuitorilor (90,02%) erau maghiari, existând și minorități de romi (7,57%) și germani (1,53%). Apartenența etnică nu este cunoscută în cazul a 0,36% din locuitori. Nu există o religie majoritară, locuitorii fiind persoane fără religie (11,43%), reformați (3,43%) și luterani (1,01%). Pentru 82,85% din locuitori nu este cunoscută apartenența confesională.